# Pieter Valkenier

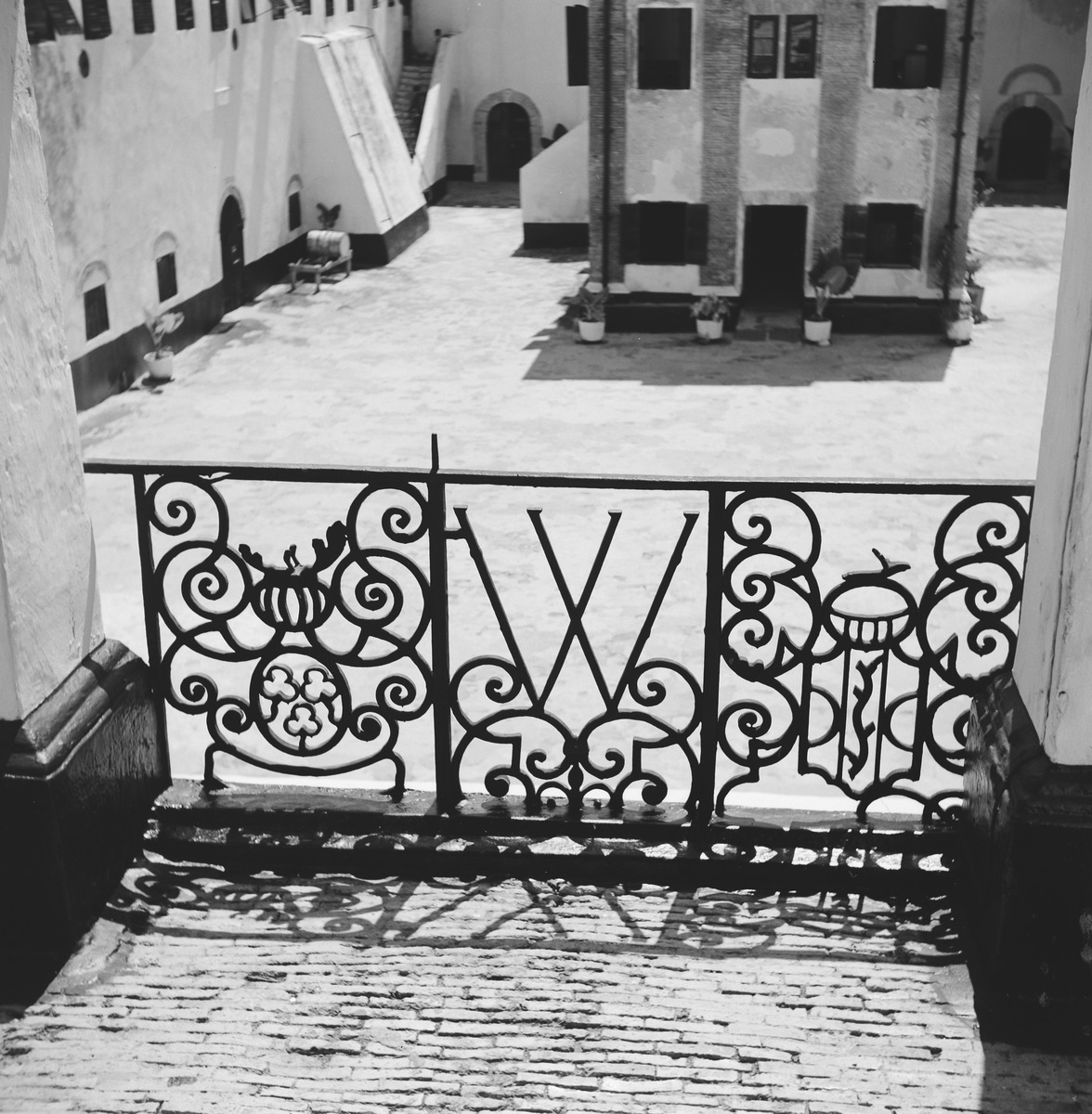
Bordeshek in het kasteel van Elmina met de familiewapens van Pieter Valkenier en Bregje van Ghesel.

Pieter Valkenier (Amsterdam, 14 maart 1691 - Amsterdam, 5 april 1738) was schepen van Amsterdam en gouverneur van Guinea.
Pieter Valckenier stamde uit het Amsterdamse regentengeslacht Valckenier. Hij was de zoon van Pieter Ranst Valckenier en de kleinzoon van Gillis Valckenier. In 1735 verwierf hij Kasteel Asten. Met de aankoop kwam een einde aan het bezit van de heerlijkheid door de oude adel en werd de heerlijkheid een beleggingsobject. De laatste adellijke eigenaar was Johannes Christophorus de Bertholf Ruyff de Belven. Aangezien het kasteel sinds 1720 nauwelijks meer bewoond werd, verkeerde het in slechte staat en moest worden gerepareerd. Aan dit feit danken we een gedetailleerd rapport omtrent de constructie van het huis.
Pieter Valckenier was getrouwd met Bregje van Ghesel. Deze bleef na de dood van haar echtgenoot, vrouwe van Asten, maar ze is er nooit geweest. Ze woonde op haar landgoed Hogergeest te Velsen en is in november 1753 begraven te Amsterdam.
Na haar dood werd de heerlijkheid een beleggingsobject van twee zakenlieden uit Dordrecht, namelijk Cornelis van Hombroek en Jan van Nievervaart.